# Semiothisa transvisata
Semiothisa transvisata là một loài bướm đêm trong họ Geometridae.